# 1675~1676년 몰타 페스트 유행
1675~1676년 몰타 페스트 유행은 구호기사단 점령기의 몰타섬에서 발생한 페스트 유행을 의미한다. 1675년 12월부터 1676년 8월 사이에 발생했으며, 이로 인해 약 11,300명의 사망자가 발생하여 몰타 역사상 가장 치명적인 전염병이 되었다. 대부분의 사망자는 수도 발레타와 보름라, 비르구, 셍글레아의 세 도시를 비롯한 도회지에서 주로 나타났는데, 사망률이 약 41%에 달했다. 시골의 사망률은 6.9%에 그쳤다.
정확한 발병 원인은 아직 확실하게 밝혀지지는 않았지만, 트리폴리의 제품을 가지고 있던 한 상인의 집에 처음 발병했기 때문에 북아프리카에서 들어온 감염된 상품들이 원인으로 추정된다. 처음에는 질병이 전염병인지 아닌지에 대해 합의가 모아지지 않아 전염을 억제하려는 시도가 거의 이루어지지 않았는데, 이로 인해 급격하게 전파되었다. 결국 조치가 취해짐에 따라 8개월 만에 잠잠해졌다.

## 배경
구호기사단 지배기에 발생했다. 몰타에서는 과거 1592년에서 1593년 사이에 페스트 유행을 거쳐 3천명의 사람이 사망한 바 있다. 이와 유사한 페스트 유행은 1623년과 1655년에도 나타났다.

## 역학

### 기원
1675년 12월 24일 수도 발레타에서 전염병이 시작되었다. 상인 마테오 보니치(Matteo Bonnici)의 11살짜리 딸 안나 보니치(Anna Bonnici)가 병에 걸려 점상출혈과 림프절 비대증을 보인 후 12월 28일에 사망했다. 그녀를 진찰한 의사 지아코모 카시아(Giacomo Cassia)는 도메니코 스키베라스(Domenico Sciberras)에게 이 사건을 알려 주었지만, 그들은 이 병을 페스트로 분류하지는 않았다.
병의 원인은 아직 확실하게 밝혀지지 않았다. 당시 바르바리 해적과 싸우고 있던 영국 선박 편대에서 온 것이라는 주장이 있었는데, 실제로 이 편대는 1675년 몰타에서 페스트 유행이 발생하기 시작하기 전부터 1676년 사이에 여러 차례 몰타를 방문한 적이 있다. 그러나 몇몇 상품들에 숨어있던 감염된 쥐들과 함께 왔을 가능성이 더 높다. 페스트에서 살아남은 얀 프란치스크 보나미코(Ġan Franġisk Bonamico)는 이 질병이 보니치에게 배달된 트리폴리 직물 화물과 함께 섬에 들어왔다고 기록하였다.

## 영향

### 사망자 수
약 6만에서 7만 명의 인구 중 약 11,300명의 사람들을 죽였다는 것이 정론이다. 구호기사단은 8,726명이 사망했다고 기록하고 있는 반면, 다른 자료들은 사망자 수를 8,732명으로 보고 있거나 11,000명에서 12,000명 사이일 것으로 추정하고 있다. 몰타 당국은 사망자를 조사하여 통계를 내었다.
도회지에서는 22,000명 41%에 달하는 약 9,000명이 전염병으로 사망했다. 이 중 발레타에서 적어도 2,057명, 셍글레아에서 1,885명, 비르구에서 1,790명, 보름라에서 1,320명이 사망했다. 그러나 어떤 기록물은 각각 이보다 더 많은 4000명, 2000명, 1800명, 1500명이 사망했다고 말하기도 한다.
농촌에서는 29,000 명 중 2,000여 명이 숨져 전체 인구의 6.9%가 사망했다. 오르미에서 309명, 자바르에서 270명, 제부치에서 169명, 라바트에서 88명이 사망했다.

## 같이 보기
- 제2차 페스트 범유행

## 참고 문헌
- Garrison, Fielding Hudson; Morton, Leslie Thomas (1965). 《Garrison and Morton's Medical Bibliography: An Annotated Checklist of Texts Illustrating the History of Medicine》 2판. Argosy Book Stores. 448쪽.
- Kohn, George C. (2007). 《Encyclopedia of Plague and Pestilence: From Ancient Times to the Present》. Infobase Publishing. ISBN 9781438129235.
- Micallef, Joseph (2015). 《Il-Pesta tal-1676 – 11,300 Mewta》 (몰타어). BDL Publishing. ISBN 978-99957-46-55-1. (translated from Micallef, Joseph (1983). 《The Plague of 1676 – 11,300 Deaths》.)
- Savona-Ventura, Charles (2015). 《Knight Hospitaller Medicine in Malta [1530–1798]》. Self-published. ISBN 9781326482220.
- Tully, James D. (1821). 《The History of Plague: As it Has Lately Appeared in the Islands of Malta, Gozo, Corfu, Cephalonia, Etc. Detailing Important Facts, Illustrative of the Specific Contagion of that Disease, with Particulars of the Means Adopted for Its Eradication》. London: Longman, Hurst, Rees, Orme, and Brown.